# Piper PA-31 Navajo

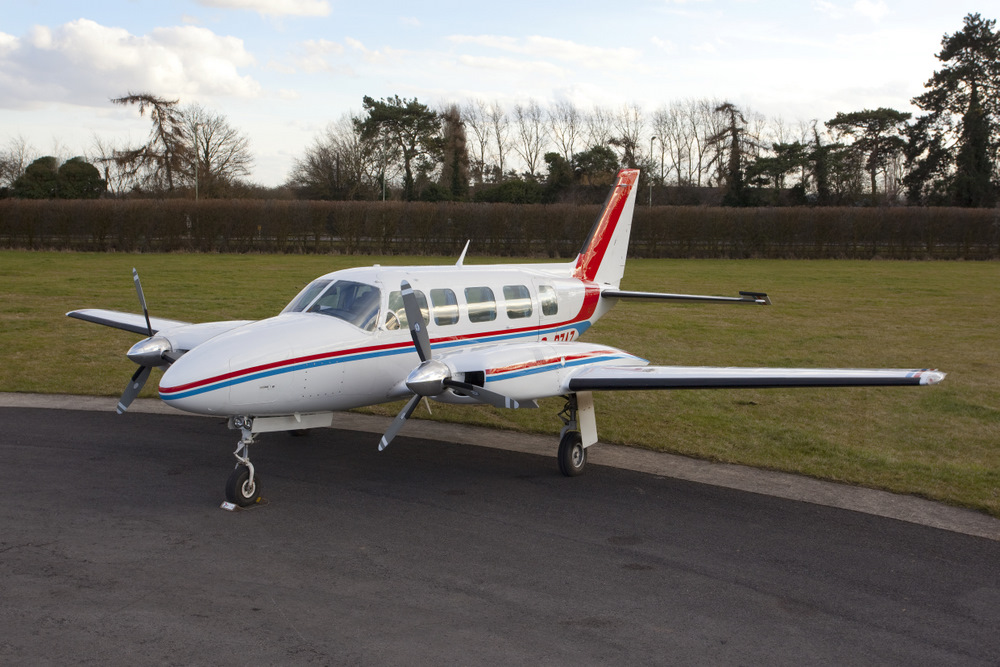
PA-31-350 Chieftain

Piper PA-31 Navajo är en familj av tvåmotoriga flygplan med 6-10 sittplatser (beroende på konfiguration), byggda av Piper Aircraft. Planet är ett vanligt taxi- och affärsflygplan.

## Utveckling
På 1960-talet fanns en växande marknad för tvåmotoriga flygplan av så kallad Cabin Class för 6-8 personer och Pipers grundare, William T. Piper beslutade att ett sådant flygplan skulle utvecklas.[källa behövs] Flygplanet planerades för den småskaliga frakt- och matarflygmarknaden samt till affärsvärlden och kom att bli mycket framgångsrikt i segmentet. Än idag är PA-31 ett populärt val, men tillverkningen lades ned på 1980-talet när efterfrågan minskade på nytillverkade flygplan med kolvmotorer.

## Varianter
Navajo producerades i ett flertal versioner med främst olika motoralternativ och kosmetiska förändringar.
PA-31 Navajo
Ursprungliga versionen. Flög första gången 1964 och lanserades 1967. Beroende på säteskonfiguration rymmer kabinen 6-8 personer inklusive pilot.
PA-31P Pressurized Navajo
Version med tryckkabin, producerad 1970 till 1977.
PA-31-350 Chieftain
Förlängd modell (ursprungligen kallad Navajo Chieftain) med plats för ytterligare två stolar, lanserad 1973.
PA-31T Cheyenne
Vidareutvecklad serie med turbopropmotor och tryckkabin avsedda som affärsflygplan. Räknas emellertid som en egen flygplanfamilj jämte Navajo trots modellbeteckningen PA-31.
PA-31P-350 Mojave
Hybrid mellan Cheyenne och Chieftain, lanserad i början av 1980-talet.
PA-42 Cheyenne
Vidareutvecklad förlängd modell av PA-31T Cheyenne. Räknas som en egen flygplanfamilj jämte Navajo.

## Svenska försvarsmakten
Mellan 1989 och 1997 användes fem stycken civila PA-31-350 Chieftain inom den svenska marinen under typbeteckningen flygplan 54B (ej att förväxla med flygplan 54 "Vipan" av Malmö Flygindustri), vilka leasades från Tipp & Kran Transport AB i Torslanda. Det avsågs bland annat som skolflygplan för att öva instrumentflygning hos helikopter 4-piloter och ska stundom ha flugit från Trafikflyghögskolan i Ljungbyhed.[källa behövs]

## Finska försvarsmakten
Det finländska flygvapnet använder PA-31-350 Chieftain som sambandsflygplan under typbeteckningen PC (Piper Chieftain).